# Tom Mason
Tom Mason (Brooklyn (New York), 1 maart 1949) is een Amerikaans acteur.

## Biografie
Mason begon in 1978 met acteren in de televisieserie Ryan's Hope. Hierna heeft hij nog meerdere rollen gespeeld in televisieseries en films zoals Apocalypse Now (1979), Jack and Mike (1986-1987), The Amy Fisher Story (1993), The Puppet Masters (1994), Runaway Bride (1999), Party of Five (1994-2000) en Law & Order (1992-2004).

## Filmografie

### Films
Selectie:
- 2006 - Flags of Our Fathers – als John Tennack
- 1999 - Runaway Bride – als huwelijkspastoor
- 1994 - The Puppet Masters – als President Douglas
- 1994 - Greedy – als acteur
- 1993 - The Amy Fisher Story – als Eric Naiburg
- 1991 - F/X2 – als Mike Brandon
- 1986 - Whatever It Takes – als Jeff Perchick
- 1979 - Apocalypse Now – als sergeant van de bevoorrading

### Televisieseries
Uitgezonderd eenmalige gastrollen.
- 2007 - The Black Donnellys – als Jack Trevor – 3 afl.
- 2006 - The Bedford Diaries – als Richard Thorne II – 2 afl.
- 2001 - The Practice – als Raymond Littlefield – 2 afl.
- 1994-2000 - Party of Five – als Joe Mangus – 25 afl.
- 1991 - The Commish – als Larry Bickford – 2 afl.
- 1989-1990 - Christine Cromwell – als Luke Grassi – 2 afl.
- 1988 - Lincoln – als zuidelijke congreslid – miniserie
- 1986-1987 - Jack and Mike – als Mike Brennan – 18 afl.
- 1985-1986 - Our Family Honor – als Frank McKay – 13 afl.
- 1984 - George Washington – als kolonel Joseph Reed – miniserie
- 1980-1981 - Freebie and the Bean – als Tim Walker – 9 afl.
- 1979 - Barnab Jones – als Michael Spencer – 2 afl.
- 1978 - Grandpa Goes to Washington – als Tony DeLuca – miniserie
- 1978 - Ryan's Hope – als Dan Davis – 2 afl.

- Library of Congress Control Number: no2019094617
- Virtual International Authority File: 301161361